# Đồng Phúc (Bắc Giang)
Đồng Phúc is een xã in huyện Yên Dũng, een district in de Vietnamese provincie Bắc Giang.
Đồng Phúc ligt op de noordelijke oever van de Cầu en op de westelijke oever van de Thương. Beide rivieren komen hier samen en gaan dan verder als de Thái Bình.